# Rocourt JU
| JU ist das Kürzel für den Kanton Jura in der Schweiz. Es wird verwendet, um Verwechslungen mit anderen Einträgen des Namens Rocourt zu vermeiden. |

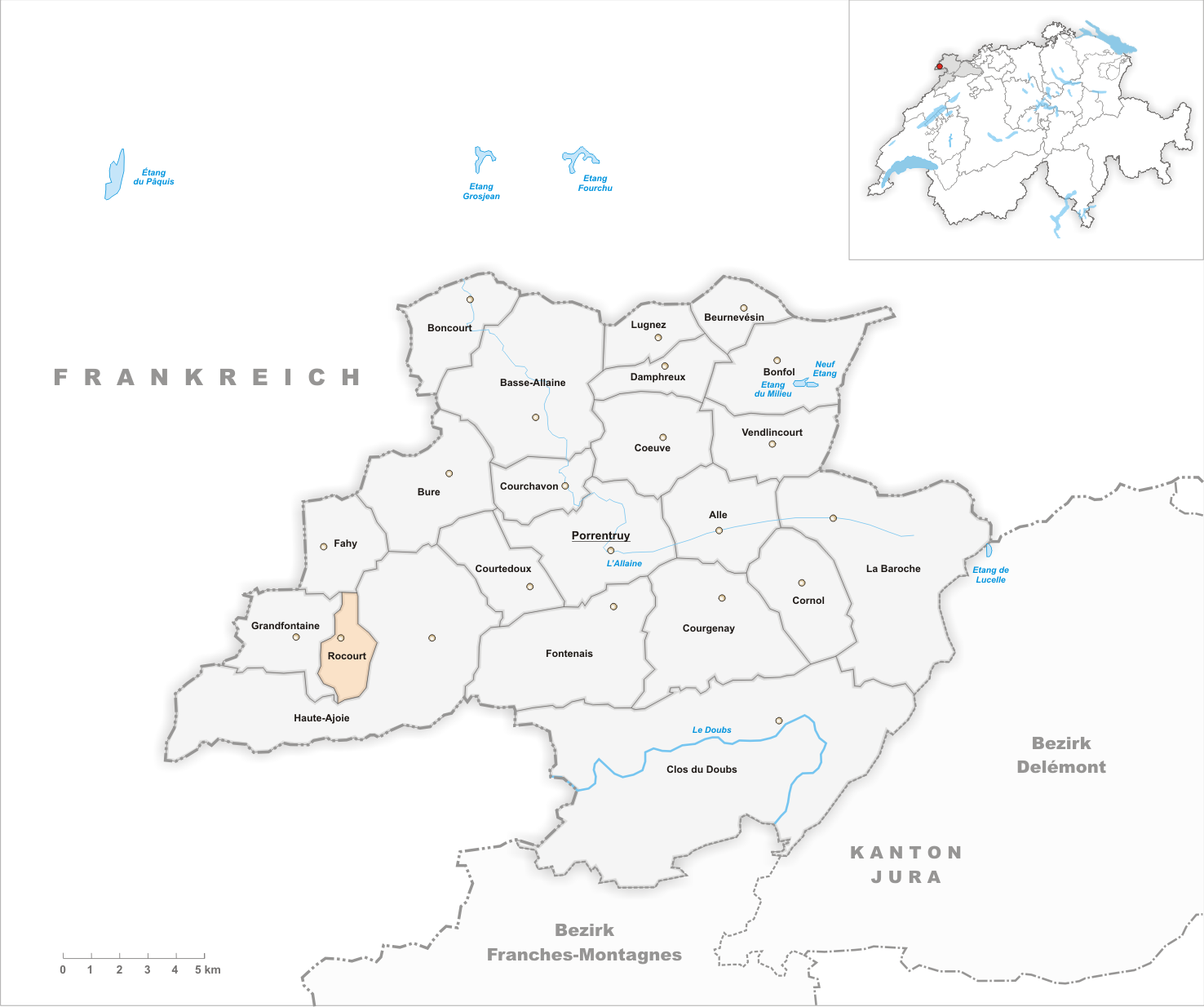
Gemeindestand vor der Fusion am 1. Januar 2018

Rocourt war bis am 31. Dezember 2017 eine politische Gemeinde im Distrikt Porrentruy des Kantons Jura in der Schweiz.

## Geographie
Rocourt liegt auf 508 m ü. M., neun Kilometer westsüdwestlich des Bezirkshauptorts Porrentruy (Luftlinie). Das Bauerndorf erstreckt sich in einer rund 500 m breiten Talniederung am Nordfuss der Jurakette des Lomont, im Südwesten der Ajoie (deutsch Elsgau).
Die Fläche des 4,5 km² grossen Gemeindegebiets umfasste im zentralen Abschnitt das Trockental von Rocourt. Im Norden reicht das Gebiet auf die Tafeljurahochfläche der westlichen Ajoie (bis 570 m ü. M.). Nach Süden erstreckt sich die Gemeindefläche bis an den Nordhang der Lomontkette unterhalb von Roche-d'Or, wo sie mit 750 m ü. M. den höchsten Punkt von Rocourt erreicht. Die östliche Abgrenzung bildet das Tal Fond de Vaux. Das Gebiet ist verkarstet und zeigt keine oberirdischen Fliessgewässer. Von der Gemeindefläche entfielen 1997 4 % auf Siedlungen, 37 % auf Wald und Gehölze und 59 % auf Landwirtschaft.
Zur Gemeinde Rocourt gehörten die Hofsiedlung Coinat (540 m ü. M.) südlich des Dorfes sowie mehrere Einzelhöfe. Nachbargemeinden von Rocourt waren Grandfontaine, Fahy und Haute-Ajoie.

## Bevölkerung
Mit 156 Einwohnern (Stand 31. Dezember 2017) gehörte Rocourt zu den kleinen Gemeinden des Kantons Jura. Von den Bewohnern sind 91,6 % französischsprachig und 7,8 % deutschsprachig (Stand 2000). Die Bevölkerungszahl von Rocourt belief sich 1850 auf 272 Einwohner, 1900 auf 232 Einwohner. Im Verlauf des 20. Jahrhunderts wurde insgesamt ein rückläufiger Trend verzeichnet.

## Wirtschaft
Rocourt ist dank der fruchtbaren Böden der Umgebung ein landwirtschaftlich geprägtes Dorf. Der Ort bietet neben dem lokalen Kleingewerbe kaum Arbeitsplätze ausserhalb des primären Sektors. Viele Erwerbstätige sind deshalb Wegpendler und arbeiten hauptsächlich in der Region Porrentruy.

## Verkehr
Rocourt liegt an der Kantonsstrasse von Porrentruy über den Grenzübergang von Damvant nach Pont-de-Roide-Vermondans in Frankreich. Durch den Postautokurs, der auf der Strecke von Porrentruy nach Damvant verkehrt, ist Rocourt an den öffentlichen Verkehr angeschlossen. 

## Geschichte

Luftbild (1950)

Seine erste Erwähnung findet das Dorf 1148 als Rocort. Die Bezeichnung geht vermutlich auf den germanischen Personennamen Radulf zurück. Das Dorf gehörte den Herren von Rocourt, deren Schloss heute nicht mehr existiert. Als diese ausstarben, fiel Rocourt an das Fürstbistum Basel. Vom 16. bis 18. Jahrhundert gehörte das Dorf zum Meieramt Chevenez. In der Nacht vom 4. auf den 5. Juni 1785 fielen zahlreiche Häuser einer Feuersbrunst zum Opfer. Von 1793 bis 1815 gehörte Rocourt zu Frankreich und war anfangs Teil des Département du Mont-Terrible, ab 1800 mit dem Département Haut-Rhin verbunden. Durch den Entscheid des Wiener Kongresses kam der Ort 1815 an den Kanton Bern und am 1. Januar 1979 an den neu gegründeten Kanton Jura.

## Sehenswürdigkeiten
Die Pfarrkirche Saint-François-Xavier wurde 1857 auf den Grundmauern eines Vorgängerbaus errichtet. Vor dem Bau dieser Kirche gehörte Rocourt zur Pfarrei Grandfontaine. Im Ortskern stehen noch zahlreiche charakteristische Bauernhäuser aus dem 18. und 19. Jahrhundert.

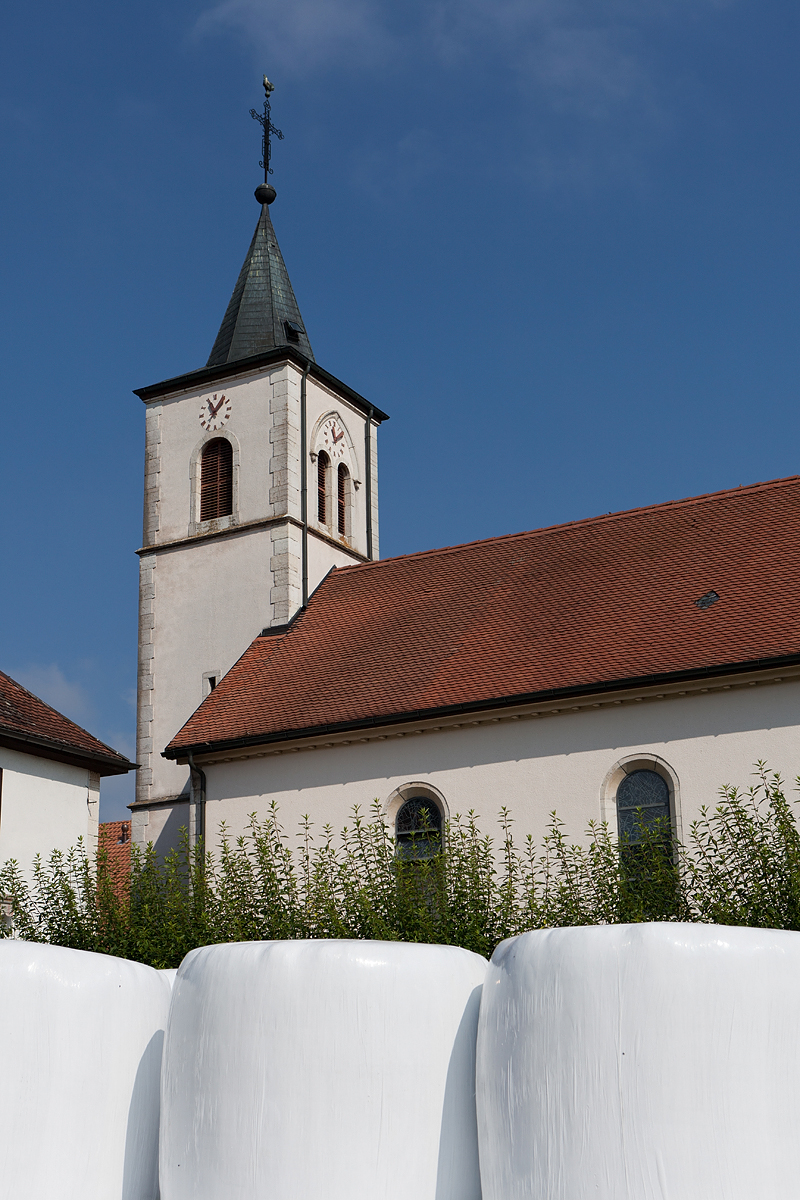
Kirche Saint-François-Xavier
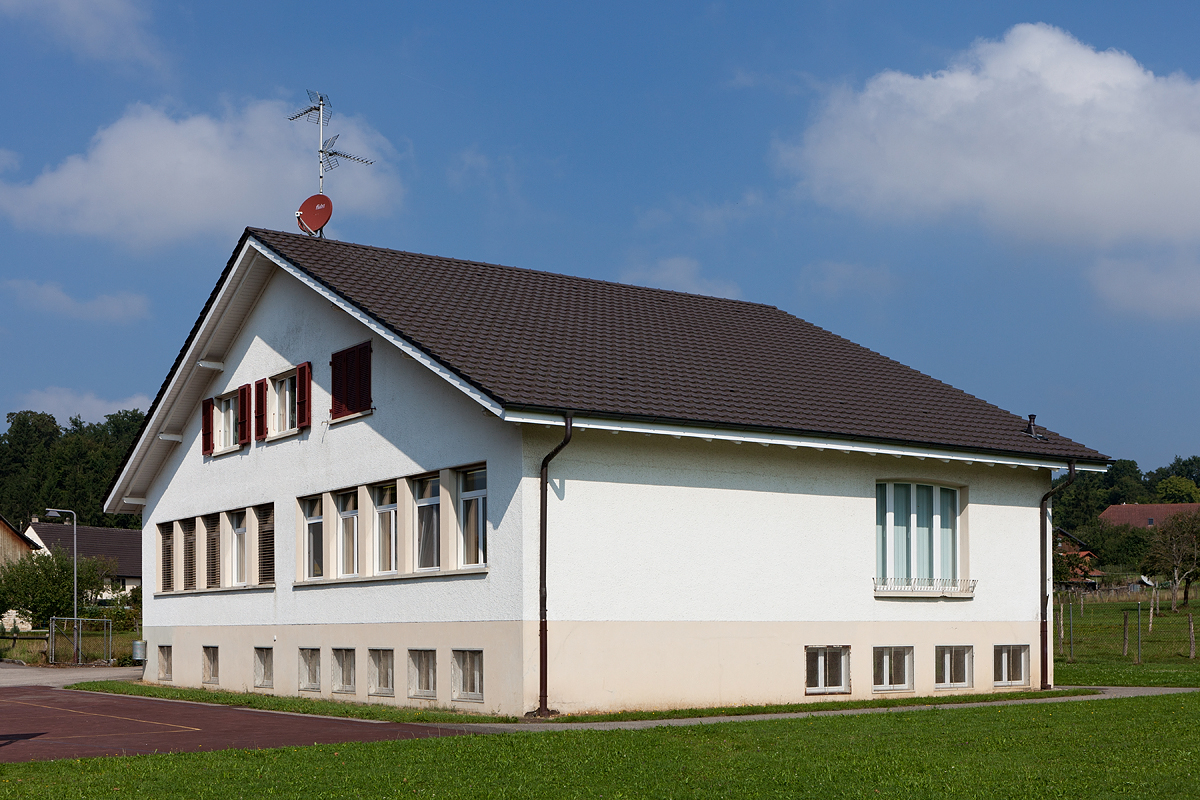
Schulhaus

## Persönlichkeiten
- Christian Schmid (* 1947), in Rocourt geborener Dialektologe, Schriftsteller und Rundfunkredaktor